# William Finn
William Finn   (Boston, 28 de febrer de 1952 - Bennington, 7 d'abril de 2025) va ser un compositor i lletrista estatunidenc. És conegut sobretot pels seus musicals, com Falsettos, pel qual va guanyar els premis Tony de 1992 a la millor banda sonora i al millor llibret de musical, A New Brain (1998) i The 25th Annual Putnam County Spelling Bee (2005).

## Biografia
Finn era jueu, criat en el judaisme conservador, i va créixer a Natick, Massachusetts, amb els seus pares i germans, Michael i Nancy. Va assistir al Temple Israel a Natick, on el seu rabí era Harold Kushner. A l'Escola Hebraica, Finn va escriure la seva primera obra de teatre, dient: «Crec que mai no ho vaig dir a ningú: la primera obra que vaig escriure va ser en hebreu. No tinc ni idea de què es tractava. Però va ser horrible, ho garanteixo No podia escriure obres de teatre i no podia parlar en hebreu, de manera que tan bo podria ser?. Mentre assistia a Natick High School, Finn va competir amb el Natick Speech Team i va estar al departament de teatre dirigit per Gerald Dyer. Pel seu bar mitsvà, va rebre una guitarra i aprendre a tocar-la de manera autodidacta.
Va assistir al Williams College de Williamstown, Massachusetts com a especialista en música. Va començar inicialment com a guitarra major, «Quan vaig arribar a la universitat em vaig passar al piano. Vaig transferir el que sabia de la guitarra al piano. Però quan tocava la guitarra sempre escrivia les meves pròpies cançons i cantant algunes - només tenia un llibre de cançons populars, un llibre blau, d'aquestes cançons populars tristes i tristes ... Les començaria de la manera que estaven escrites i les canviaria per com les volia .... Només faria servir les lletres: tornar a musicalitzar les lletres». Va assistir a Williams després d'un altre futur escriptor de teatre musical, Stephen Sondheim. Quan es va graduar, va rebre la beca Hutchinson (un premi de composició musical). També va ser compositor/lletrista adjunt de la Facultat de la Universitat de Nova York.

### Carrera
Finn va ser un escriptor autobiogràfic; sempre escrivia les seves pròpies lletres. Els seus temes han inclòs les experiències gais i jueves a l'Amèrica contemporània, i també la família, la pertinença, la malaltia, la curació i la pèrdua.
Finn destaca especialment pel seu treball sobre el que havia de ser una trilogia de musicals curts de l'Off-Broadway. In Trousers, March of the Falsettos, i Falsettoland narren la vida del personatge Marvin, de la seva exdona Trina, del seu xicot, Whizzer, del seu psiquiatre, Mendel, i del seu fill, Jason. Falsettos, la combinació de les dues últimes parts de la seva Trilogia Marvin (March of the Falsettos i Falsettoland), es va estrenar al John Golden Theater de Broadway el 29 d'abril de 1992, i va fer 486 representacions. Va obtenir set nominacions als 46è Premis Tony, guanyant-ne dues: els premis Tony de 1992 a la millor banda sonora i al Millor llibret de musical, aquest últim compartit amb James Lapine.
Un revival aclamat per la crítica es va obrir el 29 de setembre de 2016 al Walter Kerr Theater i va obtenir cinc nominacions als 71è Premis Tony, inclòs el millor revival.
Amb Lapine, Finn va escriure un musical basat en la seva experiència propera a la mort després d'una cirurgia cerebral, explorant el paper de la música en la seva vida i recuperació. El personatge principal del musical és un home que té una malformació arteriovenosa terminal (AVM). L'amic de tota la vida de Finn, Arthur Salvadore, està representat pel personatge Roger Delli-Bovi. La mare de Finn també és present a la peça. Aquell musical, A New Brain, va estar protagonitzat per Malcolm Gets, Kristin Chenoweth i Chip Zien, i es va estrenar a l'Off-Broadway al Lincoln Center Theatre el 1998. El musical va guanyar el Premi Outer Critics Circle'99 per a un musical Off-Broadway excepcional. L'estrena al Regne Unit va ser al Festival Fringe d'Edimburg el 2005 .
A la cerimònia de lliurament dels premis Elliot Norton del 2006, Finn va portar a l'escenari el seu professor de teatre de secundària, Gerry Dyer, per presentar un premi. Finn va dir de Dyer que "ens va impregnar del ridícul sentit de la nostra pròpia autoestima". Una altra estudiant de Gerald Dyer, Alison Fraser, va trobar fama a Broadway, col·laborant amb Finn en els repartiments originals de In Trousers i March of the Falsettos.
Finn va tenir un altre èxit a Broadway amb The 25th Annual Putnam County Spelling Bee, per al qual va escriure música i lletres. L'espectacle va guanyar dos premis Tony el 2005: un al Millor llibret de musical, i un altre a la millor interpretació d'un actor de repartiment en un musical. Va funcionar Off-Broadway, després a Broadway el 2005 i va fer una gira pels Estats Units el 2006. L'espectacle es va realitzar per primera vegada a la Barrington Stage Company (BSC) de Pittsfield, MA, on Finn va crear posteriorment The Musical Theatre Lab (MTL) amb la directora artística de BSC, Julianne Boyd. El MTL és un laboratori anual d'estiu on es dona suport a artistes emergents de teatre musical i es creen noves obres musicals, afinades i produïdes sota la comissariat de Finn i Boyd.
S'han produït tres revistes musicals o cançons de la música de Finn:
- Infinite Joy, en què el compositor tocava el piano i cantava juntament amb un repartiment d'estrelles, contenia diverses cançons d'espectacles que no havien acabat i algunes que eren retallades d'espectacles anteriors.
- Elegies: A Song Cycle (2003) és una sèrie de cançons que el compositor va escriure in memoriam dels éssers estimats desapareguts i en resposta als atacs de l'11 de setembre del 2001.[14]
- Make Me a Song, ideat i dirigit per Rob Ruggiero, es va estrenar a Hartford's Theaterworks l'estiu del 2006, va obrir a l'Off-Broadway el novembre del 2007 i es va tancar el desembre del 2007 després de 54 representacions.[15] Sh-K-Boom Records va publicar una gravació en directe el 29 d'abril de 2008.[16]

El primer espectacle de Finn es va anomenar Sizzle i es va produir al Williams College a la tardor de 1971. Finn va escriure la música i les lletres i el seu bon amic, Charlie Rubin, va escriure el llibret. Sizzle va ser el primer musical original produït al campus del Williams College des que Stephen Sondheim va assistir a la universitat més de 20 anys abans. Sizzle era un musical major d'edat sobre estudiants universitaris, però acabava d'una manera inusual amb l'estrella del show, interpretat per J. Tyler Griffin, Jr., morint en una cadira elèctrica. Sizzle s'interpretà amb el teatre ple. Rubin posseeix una cinta de rodet a rodet que conté fragments de l'espectacle, inclosa la major part de la música.
El seu espectacle The Royal Family of Broadway, amb un llibre de Richard Greenberg, es basava en l'obra de George S. Kaufman i Edna Ferber, que explica la història d'una nena d'una família de grans actors de Broadway que contempla deixar els negocis d'espectacles i casar-se. Segons les notes personals de William Finn per a Make Me a Song, la revista Playbill i un article del 2006.
Les cançons de Finn van aparèixer exclusivament a l' àlbum Songs of Innocence and Experience de Lisa Howard, publicat el 12 d'abril de 2011.
La comèdia musical Little Miss Sunshine, estrenada a La Jolla Playhouse, Califòrnia, del 15 de febrer de 2011 al 27 de març de 2011. James Lapine va escriure el llibre i va ser el director, escenografia de David Korins, escenificació de Lapine i Christopher Gattelli. El repartiment de la primera nit va comptar amb Hunter Foster (Richard), Malcolm Gets (Frank), Dick Latessa (Grandpa), Taylor Trensch (Dwayne), Georgi James (Olive), i Jennifer Laura Thompson (Sheryl). El conjunt, que Jay Irwin va escriure "... va agafar les petites parts que els van donar i van córrer amb ells, gairebé just fora del teatre, ja que cadascun d'ells interpretava brillantment el relleu còmic de l'home" recte "de la família", va protagonitzar Bradley Dean, Carmen Ruby Floyd, Eliseo Roman, Andrew Samonsky, Sally Wilfert i Zakiya Young.
Little Miss Sunshine va començar les prèvies a l'Off Broadway al Second Stage Theatre de Nova York el 15 d'octubre de 2013 i va obrir el 14 de novembre de 2013.
Entre els col·laboradors freqüents de Finn hi ha el llibretista James Lapine, la directora Graciela Daniele i els cantants/actors Stephen Bogardus, Carolee Carmello, Stephen DeRosa, Alison Fraser, Keith Byron Kirk, Norm Lewis, Michael Rupert, Mary Testa, Christian Borle i Chip Zien.
Finn va ser un dels pocs compositors seleccionats que va contribuir al cicle de cançons Stars of David que es va estrenar l'octubre de 2012 a la Philadelphia Theatre Company. Es va basar en el llibre d'Abigail Pogrebin, Stars of David: Prominent Jews Talk About Being Jewish, i va protagonitzar Nancy Balbirer, Alex Brightman, Joanna Glushak, Brad Oscar i Donna Vivino. Finn també va contribuir al musical Off-Broadway Mama & her Boys.
El seu musical The Royal Family of Broadway, veié la seva primera producció completa a la Barrington Stage Company, amb la llibretista de Putnam, Rachel Sheinkin, que escriu el llibre.

### Vida personal
El 1992, Finn va patir un deteriorament de la visió, marejos i paràlisi parcial i va ser traslladat ràpidament a l'hospital. Tenia una malformació arteriovenosa, o AVM, al tronc cerebral. El setembre del 1992, va tenir una cirurgia de Gamma Knife, que va destruir l'AVM. Després de la cirurgia, Finn va experimentar un any de serenitat humil i va sentir constantment que tenia un "cervell nou". El musical A New Brain de Finn el 1998 es basa en la seva experiència amb AVM i la seva posterior cirurgia amb èxit.
És obertament gai i viu amb el seu company de tota la vida, Arthur Salvadore, a la ciutat de Nova York i a Pittsfield, Massachusetts, on és compositor i escriptor.
Finn és membre del programa de postgrau NYU Tisch Graduate in Musical Theater Writing. És cofundador i productor artístic del Musical Theatre Lab de la Barrington Stage Company de Pittsfield, Massachusetts, establerta el 2006.

## Crèdits
- In Trousers (1979, revisada 1985) – musical de l'Off-Broadway – compositor, lletrista, escriptor
- March of the Falsettos (1981) – musical de l'Off-Broadway – compositor, lletrista, escriptor
- America Kicks Up Its Heels (1983) – musical de l'Off-Broadway – compositor, lletrista (llibret de Charles Rubin) - una versió anterior de Romance in Hard Times
- Dangerous Games (1989) – musical de Broadway – lletrista (música de Ástor Piazzolla, llibret de Graciela Daniele i Jim Lewis)[27]
- Romance in Hard Times (1989, revisada 2015) – musical de l'Off-Broadway – compositor, lletrista, escriptor
- Falsettoland (1990) – musical de l'Off-Broadway – compositor, lletrista, llibret de James Lapine
- Falsettos (1992) – musical de Broadway – compositor, lletrista, co-escriptor amb James Lapine; inclou March of the Falsettos i Falsettoland
- The Sisters Rosensweig (1993) – obra de Broadway – compositor i lletrista de la cançó "Scarlet Pimpernel"
- A New Brain (1998) – musical de l'Off-Broadway – compositor, lletrista, co-escriptor amb James Lapine
- Love's Fire (1998) – dramaturg, compositor i lletrista de la cançó "Painting You"
- Muscle (2001) - O'Rourke Center for the Performing Arts, Truman College - compositor (lletres d'Ellen Fitzhugh, llibret de James Lapine)[28]
- Elegies: A Song Cycle (2003) – Off-Broadway revue – compositor, lletrista
- The 25th Annual Putnam County Spelling Bee (2004) - musical de l'Off-Broadway tralladat a Broadway (2005) – compositor, lletrista (llibret de Rachel Sheinkin)
- Make Me a Song (2007) – Off-Broadway revue – compositor, lletrista
- Little Miss Sunshine (2011) – La Jolla Playhouse musical i then Off-Broadway, Second Stage Theatre, (2013) – compositor, lletrista (books by James Lapine)
- The Royal Family of Broadway (2018) -- Barrington Stage Company (llibret nou de Rachel Sheinkin, original llibret original de James Lapine)

Cançons notables
- "Anytime (I Am There)"
- "The Baseball Game"
- "Change"
- "Four Jews in a Room Bitching"
- "Goodbye"
- "Gordo's Law of Genetics"
- "Heart i Music"
- "Holding to the Ground"
- "How Marvin Eats His Breakfast"
- "Sailing"
- "I Have Found"
- "The I Love You Song"
- "Infinite Joy"
- "Just Go"
- "Monica i Mark"
- "Set Those Sails"
- "Song of Innocence i Experience"
- "What Would I Do"
- "What More Can I say"
- "When the Earth Stopped Turning"
- "Whizzer Going Down"
- "Unlikely Lovers"
- "Republicans"

## Premis i nominacions
| Any  | Associació       | Categoria                   | Obra nominada                              | Resultat  |
| ---- | ---------------- | --------------------------- | ------------------------------------------ | --------- |
| 1991 | Premi Drama Desk | Música destacada            | Falsettoland                               | Guanyador |
| 1991 | Premi Drama Desk | Lletres destacades          | Falsettoland                               | Guanyador |
| 1992 | Premis Tony      | Millor llibret de musical   | Falsettos                                  | Guanyador |
| 1992 | Premis Tony      | Millor banda sonora         | Falsettos                                  | Guanyador |
| 1999 | Premi Drama Desk | Musical nou destacat        | A New Brain                                | Nominat   |
| 1999 | Premi Drama Desk | Llibret de musical destacat | A New Brain                                | Nominat   |
| 1999 | Premi Drama Desk | Música destacada            | A New Brain                                | Nominat   |
| 1999 | Premi Drama Desk | Lletres destacades          | A New Brain                                | Nominat   |
| 2005 | Premi Tony       | Millor banda sonora         | The 25th Annual Putnam County Spelling Bee | Nominat   |
| 2005 | Premi Drama Desk | Música destacada            | The 25th Annual Putnam County Spelling Bee | Nominat   |
| 2005 | Premi Drama Desk | Lletres destacades          | The 25th Annual Putnam County Spelling Bee | Nominat   |